# Wang Xiangzhai

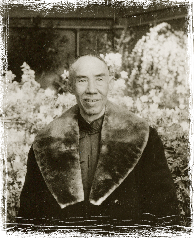
Wang Xiangzhai

Wang Xiangzhai (chinesisch 王薌齋 / 王芗斋, Pinyin Wáng Xiāngzhāi, auch bekannt unter den Namen Nibao, Zhenghe, Yuseng; * 26. November 1885; † 12. Juli 1963 in Tianjin, China) war ein chinesischer Kampfkunstexperte und Begründer des Yiquan. 
Wang begann die Lehre der inneren Kampfkünste im Alter von 8 Jahren als Schüler des Xingyiquan-Meisters Guo Yunshen aus der Provinz Hebei. 